# Clarence Goodson
Clarence E. Goodson IV (ur. 17 maja 1982 w Alexandrii) – amerykański piłkarz występujący najczęściej na pozycji środkowego obrońcy. Od 2013 roku zawodnik San Jose Earthquakes.

## Początki
Goodson w młodości uczęszczał na Annandale High School oraz W.T. Woodson High School. W 2000 roku dołączył do University of Maryland, College Park, gdzie występował w uniwersyteckiej drużynie Maryland Terrapins. Podczas gry w tym zespole zanotował 66 meczów, 10 goli i 11 asyst.

## Kariera klubowa
Po zakończeniu etapu kariery juniorskiej, Goodson dołączył do przedsięwzięcia Project-40. Za pośrednictwem MLS SuperDraft 2004 (w którym zajął 7. miejsce) dostał się do pierwszoligowego zespołu Dallas Burn. W swoim pierwszym sezonie 22-letni piłkarz pojawił się na ligowych boiskach w sumie 5 razy i spędził na nich 247 minut. Podstawowym obrońcą zespołu został dopiero rok później. Wtedy też jego zespół zmienił nazwę na FC Dallas. 21 listopada 2007 za pomocą MLS Expansion Draft 2007 wybrano go do gry w San Jose Earthquakes. Taki stan rzeczy nie odpowiadał zawodnikowi FC Dallas i oświadczył, że woli podpisać kontrakt z norweskim Startem. Tam, dzięki swojej dobrej formie, w 2010 roku został wybrany przez serwis SoccerOverThere.com do najlepszej jedenastki Amerykanów grających w Europie.

### Statystyki klubowe
| Klub        | Sezon | Rozgrywki           | Liga    | Liga | Play-offy | Play-offy |
| Klub        | Sezon | Rozgrywki           | Występy | Gole | Występy   | Gole      |
| ----------- | ----- | ------------------- | ------- | ---- | --------- | --------- |
| IK Start    | 2010  | Tippeligaen         | 0       | 0    | -         | -         |
| IK Start    | 2009  | Tippeligaen         | 21      | 3    | -         | -         |
| IK Start    | 2008  | Tippeligaen         | 22      | 4    | -         | -         |
| FC Dallas   | 2007  | Major League Soccer | 27      | 1    | 1         | 1         |
| FC Dallas   | 2006  | Major League Soccer | 13      | 0    | 2         | 1         |
| FC Dallas   | 2005  | Major League Soccer | 29      | 2    | 2         | 0         |
| Dallas Burn | 2004  | Major League Soccer | 5       | 0    | -         | -         |

Ostatnia aktualizacja: 1 stycznia 2010.

## Kariera reprezentacyjna
Goodson zadebiutował w reprezentacji USA 19 stycznia 2008 w towarzyskim meczu przeciwko Szwecji. Brał udział w Złotym Pucharze CONCACAF 2009, gdzie strzelił gola Hondurasowi. W 2010 roku został powołany przez selekcjonera Boba Bradleya do szerokiej kadry na Mundial 2010.

### Statystyki reprezentacyjne
| Reprezentacja | Rok  | Mecze | Gole |
| ------------- | ---- | ----- | ---- |
| USA           | 2010 | 3     | 1    |
| USA           | 2009 | 6     | 1    |
| USA           | 2008 | 2     | 0    |

Ostatnia aktualizacja: 21 maja 2010.